# (3274) Maillen
(3274) Maillen es un asteroide perteneciente al cinturón de asteroides, descubierto el 23 de agosto de 1981 por Henri Debehogne desde el Observatorio de La Silla, Chile.

## Designación y nombre
Designado provisionalmente como 1981 QO2. Fue nombrado Maillen en homenaje a Maillen ciudad donde nació el descubridor.